# Scutellaria scutellarioides
Scutellaria scutellarioides là một loài thực vật có hoa trong họ Hoa môi. Loài này được (Kunth) Harley miêu tả khoa học đầu tiên năm 1983.